# Präsident von Ecuador
Der Präsident der Republik Ecuador (spanisch Presidente de la República del Ecuador) fungiert sowohl als Staatsoberhaupt als auch als Regierungschef Ecuadors.
Als oberstes Exekutivamt des Landes gemäß der 2008 in Kraft getretenen Verfassung hat der Präsident das Recht, zwei aufeinanderfolgende Amtszeiten von jeweils vier Jahren anzutreten. Der Präsident wird durch eine allgemeine Wahl gewählt, bei der alle Bürger Ecuadors, die das Wahlalter von 16 Jahren erreicht haben, ihr Stimmrecht ausüben können. Die Wahl findet alle vier Jahre statt und der Kandidat, der die absolute Mehrheit der gültigen Stimmen erhält oder im ersten Wahlgang mehr als 40 % der Stimmen und einen Vorsprung von mindestens 10 Prozentpunkten vor dem Zweitplatzierten hat, wird zum Präsidenten gewählt.

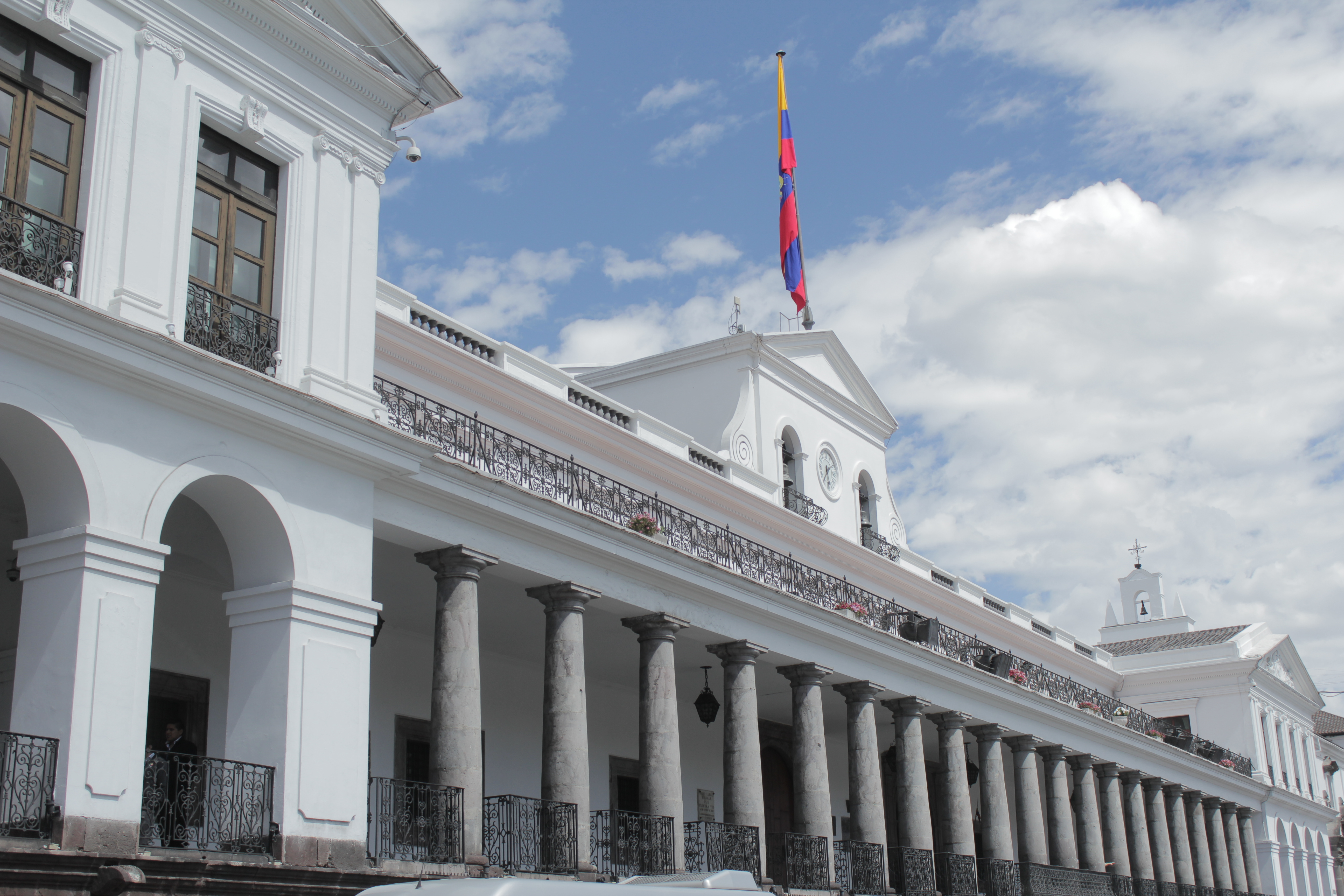
Der Palacio de Carondelet, Amtssitz des Präsidenten

Aktueller Amtsinhaber ist seit dem 23. November 2023 Daniel Noboa als Nachfolger von Guillermo Lasso.